# 自動給炭機
自動給炭機（じどうきゅうたんき）とは、蒸気機関車や蒸気船などの蒸気機関のボイラーに燃料である石炭を供給する装置である。メカニカルストーカー（Mechanical stoker）また単にストーカーともいう。正しい英語発音は、ストウカーである。ストーカー(stalker)と区別。

## 概要
炭水車からスクリューで石炭を運転室まで搬送し、蒸気で火室内に飛ばした。勾配を上る時など、蒸気が必要な場合には人力で投炭して補った。
蒸気機関車用はアメリカで1901年に開発され、1905年頃には普及をみた。1938年には法律により、ボイラーの大きなSLに搭載が義務付けられた。その後日本でも導入された。
日本では蒸気機関車用の自動給炭機は、1948年製のC62形、C61形を嚆矢として、戦時型のD52形についても、標準型への装備改造時およびD62形への改造時に装備された。熱量の低い石炭を使用する常磐線用のD51形の一部にも搭載された。
C61 20の復元時には、現在使用されている石炭の品質が良く熱量が高く、現役時代に比べて余裕のある運転のため自動給炭機が必須となる程の投炭量ではないこと、重油併燃を行うこと、積車ブレーキ率による制動距離を確保するための軽量化、D51 498と同等の運行技術を継承する目的、およびストーカー機器類による投炭作業性悪化の懸念、そして自動給炭機そのものの腐食が激しかったため復元が極めて困難だったことにより取り外された。

## 利点
機関助士は投炭の重労働から解放されることになった。各国で火格子面積の大きい蒸気機関車には必須とされた。

## 欠点
給炭機に個体差があり、それを把握して使用する必要があった。構造が複雑で保守が必要。
また、炭水車から運ばれる間に石炭が砕かれて粒径が小さくなり、石炭の粒子（シンダ）が煙突から噴出する。エネルギー損失が増えるだけでなく、運転士や乗客にシンダが降り注いで乗務・利用環境の悪化にもつながったほか、燃えかけのシンダによって沿線火災が発生することもあった。

## 資料
- 横堀 進「自動給炭機（ストーカー）焚き機関車について」『燃料協会誌』第30巻第3-4号、1951年、95-99頁、doi:10.3775/jie.30.95、2016年1月31日閲覧。
- てつどうシリーズ「きょうりゅうマシーン」いいお　かずお　edu comics press 2022年